# YouTube Poop
YouTube Poop (YTP)とは、ビデオマッシュアップの一種、または既存のメディアソースの再編集を行う編集形式の一種を指す語である。しばしば、新しい映像にサブカルチャー的価値観を持ち込むことで、ユーモアや風刺、猥褻性や冒涜を映像に付与し、視聴者に対して困惑や混乱、もしくは他の劇的な目的を引き起こす。YouTube Poopは、動画共有サービスであるYouTubeにアップロードされており、その歴史性から名前が付けられた。

## 歴史
YouTubeのユーザー、SuperYoshiによって2004年頃にアップロードされた「The Adventures of Super Mario Bros. 3 REMIXED!!!」が、最初のYouTube Poopと見なされており、YouTubeではなくSheezyArtのサイトにアップロードされた。この作品はWindowsムービーメーカーで作成され、1990年のテレビアニメ「The Adventures of Super Mario Bros. 3」の切り抜き映像を一次素材として使用している。笑いを狙った映像の繰り返しを含む、YouTube Poopの定番表現が既に用いられており、映像素材として用いることで情報源を批判的に軽視している。
2006年後半、CD-iプラットフォームでリリースされたゲームのカットシーンおよび、アニメシリーズAdventures of Sonic the HedgehogやDOSゲームI.M. Meen は、関連シリーズ作品として期待されていた品質を満たしていないとされ、皮肉的な意味合いで称賛されており、YTPでは非常に一般的な引用元として用いられた。

## テクニック

### YouTube Poopの特徴
YouTube Poopの引用元には、テレビ番組や映画、アニメ、ビデオゲームといった社会に流通しているもの、およびYouTubeやその他の場所から入手した映像が含まれる。
典型的なYouTube Poopは、視覚的・聴覚的効果を使用し、二次創作物として作り変える、個々の切り抜きを再配置するなどで構成されている。再配置の手法として最も一般的なものは、会話を再配置または切り抜き、全く別の話を形成する編集形式であり、元情報を視聴者の予期しない展開へ変更することでユーモアを引き出している。
動画の中には、ソースを完全に、または部分的に転用して、しばしばオリジナルのストーリーとして作成されたものもあれば、時系列的な脈絡の存在しない形式として作成されたものも存在する。また、ストーリーラインがまったく存在しないものもあり、それらは代わりに、シュールなユーモアと実験芸術の文脈として鑑賞される。既存の動画のみで構成されているYouTube Poopもあり、その中には修正を加えたもの、低速化またはリミックスしループさせるものも存在する。
多くの場合、YouTube Poopは様々な要素を奇妙な形に再構成させており、視聴者によって是非が分かれる作品となっている。
カンザス州立大学の文化人類学の准教授であるマイケル・ウェッシュは、YouTube Poopを「リミックス文化自体について言及する、リミックス文化の最低限の美的および技術的基準を模倣し、あざ笑う不条理なリミックス」と定義している。

### YouTube Poopの文化
YouTube Poopにおいて、ある製作者の作品が別の動画の一次素材として使用されるサイクルが連鎖的に再発生することがある。ハーバード・ロー・スクールの法学教授であるローレンス・レッシグは、YouTube Poopのこの側面を、リミックス文化に存在するコールアンドレスポンスの形式と比較している。
また、YTPコミュニティでメジャーな動画形式として、YTP製作者の制作物を統合し、より長い動画を制作する「合作」が存在する。ほとんどの場合、合作と分類される動画は書き下ろしであり、合作動画の公開前にYouTubeにアップロードされる事例はほとんど存在しない。

## 著作権とフェアユース
YouTube Poopは著作権法で保護されている視聴覚資料に大きく依存し、かつ明らかに元資料の意図とは異なった使い方をしていると著作者に判断される。そのため、一部のYTP作品群はDMCA通告に基づきYouTubeから削除されている。政治科学者で作家のTrajce Cvetkovskiは2013年に、バイアコムがYouTubeに対してはっきりとYouTube Poopについての著作権侵害訴訟を起こしたにもかかわらず、訴訟内で言及された作品とその他多くのYTPがYouTubeに残っている、と言及している。
イギリスの著作権法では、パロディー、パスティーシュ、似顔絵の目的での著作物を使用が許可されており、著作者は、著作物が憎悪的または差別的なメッセージを伝達し、著作者の意図した目的を変更していると判断された場合にのみ、パロディストを訴えることが可能となっている。事件が裁判にかけられた際、裁判官は該当作品が上記の基準を満たしているかどうかの判断をすることを助言される。

## 個別の対応
著作者に加えて、YouTube Poopでよく取り上げられる芸能人や著名人は、不適切で中傷的なコンテンツが蔓延しているとして、YTP動画群を削除することに力を注いでいることが知られており、例として、引用元の映像作品を見ている子供たちが主な視聴者の場合、YTP作品群の制作者が元作品の著作者であるという勘違いをしてしまう、といった主張がされている。児童詩人マイケル・ローゼン（YTP製作者の中で「カルト的に扱われた」と主張している）は当初、自身の詩の解釈を曲げた動画を削除しようとしたが、制作者と率直に話し合った後、インターネット上での公開を許可することに決めている。彼は後のインタビューで、問題の作品を写真編集ソフトのユーモラスな使用法と比較した。ローゼンは彼のウェブサイト上で次のように警告を発している。
| 「 | かなりの人数が私の映像で全く新しい映像を作る、「YouTube Poop」を楽しんでいるそうです。これらの多くは、小さな子供には不適切ですので、私はこれらの映像にある言葉や絵に責任を持ちません。 | 」 |

彼はYouTubeチャンネルの概要ページにも同様の警告を出している。